# CIWA-Ar
CIWA-AR (ang. Clinical Institute Withdrawal Assessment for Alcohol, Revised) – skala służąca do oceny nasilenia objawów alkoholowego zespołu abstynencyjnego. Umożliwia wnikliwą analizę realnego stanu pacjenta, pozwalającą na prawidłowe leczenie zespołu odstawienia oraz określenie właściwej formy leczenia (w warunkach domowych, ambulatoryjnie, w warunkach szpitalnych). 

## Ogólna charakterystyka skali CIWA-AR
- Ocenia 10 objawów alkoholowego zespołu abstynencyjnego.
- Badanie zajmuje zwykle nie więcej niż 5 minut.
- Pozwala ocenić konieczność podania leku, oraz monitoruje jego skuteczność.
- Stosowanie skali nie wymaga skomplikowanego treningu ani wysoce specjalistycznej wiedzy.

Interpretacja wyników punktowych skali: 
1. <10 punktów - łagodny zespół abstynencyjny;
2. 10-18 punktów - umiarkowane nasilenie objawów;
3. >18 punktów - poważne nasilenie objawów, powikłania w przebiegu alkoholowego zespołu abstynencyjnego.